# Homolodromia rajeevani
Homolodromia rajeevani — вид морських глибоководних крабів родини Homolodromiidae. Описаний у 2020 році.

## Назва
Вид названо на честь видатного вченого та секретаря Міністерства наук про Землю Індії, доктора Мадхавана Наїра Раджеевана, який був ініціатором глибоководних досліджень, в ході яких відкрили цей вид.

## Поширення
Вид поширений на півночі Індійського океану. Виявлений в Аравійському морі на глибині 957 м та в Бенгальській затоці на глибині 645 м.